# Komuna e Helmasit
Komuna e Helmasit är en kommun i Albanien.   Den ligger i prefekturen Qarku i Tiranës, i den centrala delen av landet, 22 km sydväst om huvudstaden Tirana.
```
Runt Komuna e Helmasit är det tätbefolkat, med 
331
 invånare per kvadratkilometer.
[
2
]
```